# Geron dubiosus
Geron dubiosus är en tvåvingeart som beskrevs av Hesse 1938. Geron dubiosus ingår i släktet Geron och familjen svävflugor. Inga underarter finns listade i Catalogue of Life.